# Brandenberg (Tirol)
Brandenberg este un oraș în Austria.